# Sistema de clasificación de Engler
El sistema Engler es un sistema de clasificación de plantas y el primero concebido como filogenético, después de que Darwin difundiera su Teoría de la Selección Natural. Fue desarrollado por el botánico alemán Adolf Engler con una primera edición en 1892, y fue continuado por colaboradores hasta su última edición en 1964, editada por Melchior.
Debido a las lagunas de conocimientos en anatomía y biología molecular de las plantas en esa época, el sistema está basado principalmente en rasgos morfológicos de acceso relativamente sencillo a través de una lupa y un microscopio.
Si bien este sistema de clasificación ya no es considerado filogenético, se sigue enseñando principalmente porque muchos libros de taxonomía de plantas están ordenados según este sistema.
Este sistema concibe una circunscripción tradicionalista del reino Plantae. En una época en que todos los seres vivos eran o plantas o animales, el sistema de clasificación acogió como plantas a todos los organismos con capacidad de fotosintetizar y a los organismos sin motilidad, a saber: 
- - Algunos tipos de bacterias (que en la clasificación por 5 reinos pertenecen al reino Monera que agrupa a todos los procariotas, mientras que en la clasificación más moderna las bacterias están divididas en reinos Bacteria y Archaea).
- - Los hongos, que hoy se sabe que están más emparentados con los animales que con las plantas, y en la clasificación por 5 reinos pertenecen a su propio reino Fungi.
- - Diferentes tipos de "algas", definidas como organismos eucariotas con cloroplastos, que en la clasificación por 5 reinos pertenecen o bien al reino Protista o bien al reino Plantae si son multicelulares, y hoy se sabe que pertenecen a varias líneas filogenéticas no emparentadas.
- - Las "algas rojas" (Rhodophyta), las "algas verdes" (Chlorophyceae y Charophyta) y las plantas terrestres (Embryophyta asiphonogama y Embryophyta siphonogama), teniendo todas ellas un antecesor común según los últimos estudios moleculares.

Cada sistema de clasificación filogenético refleja las teorías evolutivas de la época, y el sistema de Engler no es la excepción. Engler concibió al reino de las Plantas como compuesto por Divisiones de organismos fotosintéticos o sin motilidad cada vez más complejos, siendo los más complejos descendientes de los más sencillos.
Si bien los conocimientos de la época no le permitieron tener muchos aciertos en las divisiones "inferiores" del reino Plantae (divisiones cuyo uso tal como lo concibió Engler está prácticamente descartado hoy en día), los estudios moleculares actuales han consensuado la monofilia de varias divisiones. También los estudios moleculares han consensuado la parafilia de otras divisiones, aunque Engler las hubiera concebido como monofiléticas, las agrupaciones parafiléticas son consideradas útiles y son validadas por muchos autores. En el caso particular de la división Gymnospermae, cuya monofilia fue muy discutida en los últimos años y de hecho descartada por otros sistemas posteriores como el de Cronquist, a la fecha de edición de este artículo (diciembre del 2006) está prácticamente consensuado que es monofilética. También su división Angiospermae fue consensuada como monofilética prácticamente en todos los sistemas de clasificación filogenéticos, hoy en día confirmada por los estudios moleculares, si bien hoy es más utilizado en algunas áreas su sinónimo Magnoliophyta. Dentro de la división Angiospermae, es interesante su hipótesis sobre la evolución de la flor. Engler concibió a las Gnetopsidas (una clase de gimnospermas con muchos rasgos derivados parecidos a los de las angiospermas) como poseedoras de la flor ancestral, por lo que hipotetizó que la angiosperma ancestral tenía flores en inflorescencias, que no tenían perianto, olor ni color, y que se polinizaban a través del viento. Por lo tanto, las flores con perianto serían más recientes que las aperiantadas (en particular las flores que sólo tienen sépalos serían más antiguas que las que tienen sépalos y pétalos), y la unión de los pétalos entre sí habría sido un suceso evolutivo posterior. Por lo tanto la cantidad de pétalos y sépalos en las flores, y si están unidos entre sí o no, serían rasgos que reflejan la posición de la planta en el árbol filogenético. Si bien hoy en día están descartadas todas estas hipótesis del origen y la evolución de la flor, esta clasificación utiliza un carácter muy conspicuo para la determinación (cantidad y connación de pétalos y sépalos), por lo que sigue resultando "cómoda" para varios investigadores.

## Divisiones del reino Plantae
De acuerdo con Engler & Glig, en su libro Syllabus der Pflanzenfamilien (1924), los grupos principales de plantas son
- reino Plantae
- I. divisio Schizophyta
- II. divisio Phytosarcodina
- III. divisio Flagellatae
- IV. divisio Dinoflagellatae
- V. divisio Bacillariophyta
- VI. divisio Conjugatae
- VII. divisio Chlorophyceae
- VIII. divisio Charophyta
- IX. divisio Phaeophyceae
- X. divisio Rhodophyceae (Bangiales, Florideae)
- XI. divisio Eumycetes
- XII. divisio Embryophyta asiphonogama
1 subdivisio Bryophyta (Filicales, Musci)
2 subdivisio Pteridophyta (Hepaticae, Articulatae, Lycopodiales, Ptilotales, Ispetales)
- XIII. divisio Embryophyta siphonogama
1 subdivisio Gymnospermae (Cycadofilicales, Cycadales, Bennettitales, Ginkgoales, Coniferae, Cordaitales, Gnetales)
2 subdivisio Angiospermae
1 classis Monocotyledoneae
2 classis Dicotyledoneae

Las relaciones de las embriofitas con los grupos monofiléticos están explicitadas en el siguiente cuadro:
|  |

## Pteridophyta
La clasificación de la clase Filicopsida de las pteridofitas sensu Engler aceptada es (nota: la lista puede estar incompleta):
- 2 subdivisio Pteridophyta

- 1 classis Psilotopsida
ordo Psilotales
familia Psilotaceae
2 classis Sphenopsida
ordo Equisetales
familia Equisetaceae
3 classis Lycopsida
ordo Lycopodiales
familia Lycopodiaceae
ordo Selaginellales
familia Selaginellaceae
ordo Isoetales
familia Isoetaceae
4 classis Filicopsida
1 subclassis Marattidae
ordo Marattiales
familia Marattiaceae
2 subclassis Ophioglossidae
ordo Ophioglossales
familia Ophioglossaceae
3 subclassis Osmundidae
ordo Osmundales
familia Osmundaceae
4 subclassis Filicidae
01 ordo Schizaeales
familia Schizaeaceae
02 ordo Hymenophyllales
familia Hymenophyllaceae
03 ordo Dicksoniales
familia Dicksoniaceae
familia Thyrsopteridaceae
familia Dennstaedtiaceae
04 ordo Cyatheales
familia Cyatheaceae
familia Lophosoriaceae
05 ordo Gleicheniales
familia Gleicheniaceae
06 ordo Pteridales
familia Adiantaceae
familia Parkeriaceae
familia Vittariaceae
07 ordo Davalliales
familia Davalliaceae
08 ordo Aspidiales
familia Aspidiaceae
familia Aspleniaceae
familia Athyriaceae
familia Lomariopsidaceae
familia Thelypteridaceae
09 ordo Blechnales
familia Blechnaceae
10 ordo Polypodiales
familia Polypodiaceae
familia Grammitidaceae
5 subclassis Marsileidae
ordo Marsileales
familia Marsileaceae
6 subclassis Salviniidae
ordo Salviniales
familia Salviniaceae
familia Azollaceae

## Angiospermae
La clasificación de las angiospermas de acuerdo con
la última edición del Syllabus der Pflanzenfamilien (12.ª edición, 1964), también considerado como "sistema Melchior" o "sistema Engler modificado", es la siguiente:
- 2 subdivisio Angiospermae
1 classis Monocotyledoneae
ordo Helobiae
subordo Alismatineae
Alismataceae
Butomaceae
subordo Hydrocharitineae
Hydrocharitaceae
subordo Scheuchzeriineae
Scheuchzeriaceae
subordo Potamogetonineae
Aponogetonaceae
Juncaginaceae
Potamogetonaceae
Najadaceae
Zannichelliaceae
ordo Triuridales
Triuridaceae
ordo Liliiflorae
subordo Liliineae
Liliaceae
Xanthorrhoeaceae
Stemonaceae
Agavaceae
Haemodoraceae
Cyanastraceae
Amaryllidaceae
Hypoxidaceae
Velloziaceae
Taccaceae
Dioscoreaceae
subordo Pontederiineae
Pontederiaceae
subordo Iridineae
Iridaceae
Geosiridaceae
subordo Burmanniineae
Burmanniaceae
Corsiaceae
subordo Philydrineae
Philydraceae
ordo Juncales
Juncaceae
Thurniaceae
ordo Bromeliales
Bromeliaceae
ordo Commelinales
subordo Commelinineae
Commelinaceae
Xyridaceae
Mayacaceae
Rapateaceae
subordo Eriocaulineae
Eriocaulaceae
subordo Restionineae
Restionaceae
Centrolepidaceae
subordo Flagellariineae
Flagellariaceae
ordo Graminales
Gramineae o Poaceae
ordo Principales
Palmae o Arecaceae
ordo Synanthae
Cyclanthaceae
ordo Spathiflorae
Araceae
Lemnaceae
ordo Pandanales
Pandanaceae
Sparganiaceae
Typhaceae
ordo Cyperales
Cyperaceae
ordo Scitamineae
Musaceae
Zingiberaceae
Cannaceae
Marantaceae
Lowiaceae
ordo Microspermae
Orchidaceae
2 classis Dicotyledoneae
1 subclassis Archychlamydeae
ordo Casuarinales
Casuarinaceae
ordo Juglandales
Myricaceae
Juglandaceae
ordo Balanopales
Balanopaceae
ordo Leitneriales
Leitneriaceae
Didymelaceae
ordo Salicales
Salicaceae
ordo Fagales
Betulaceae
Fagaceae
ordo Urticales
Rhoipteleaceae
Ulmaceae
Moraceae
Urticaceae
Eucommiaceae
ordo Proteales
Proteaceae
ordo Santalales
subordo Santalineae
Olacaceae
Dipentodontaceae
Opiliaceae
Grubbiaceae
Santalaceae
Misodendraceae
subordo Loranthineae
Loranthaceae
ordo Balanophorales
Balanophoraceae
ordo Medusandrales
Medusandraceae
ordo Polygonales
Polygonaceae
ordo Centrospermae
subordo Phytolaccineae
Phytolaccaceae
Gyrostemonaceae
Achatocarpaceae
Nyctaginaceae
Molluginaceae
Aizoaceae
subordo Portulacineae
Portulacaceae
Basellaceae
subordo Caryophyllineae
Caryophyllaceae
subordo Chenopodiineae
Dysphaniaceae
Chenopodiaceae
Amaranthaceae
incertae sedis
Didiereaceae
ordo Cactales
Cactaceae
ordo Magnoliales
Magnoliaceae
Degeneriaceae
Himantandraceae
Winteraceae
Annonaceae
Eupomatiaceae
Myristicaceae
Canellaceae
Schisandraceae
Illiciaceae
Austrobaileyaceae
Trimeniaceae
Amborellaceae
Monimiaceae
Calycanthaceae
Gomortegaceae
Lauraceae
Hernandiaceae
Tetracentraceae
Trochodendraceae
Eupteleaceae
Cercidiphyllaceae
ordo Ranunculales
subordo Ranunculineae
Ranunculaceae
Berberidaceae
Sargentodoxaceae
Lardizabalaceae
Menispermaceae
subordo Nymphaeineae
Nymphaeaceae
Ceratophyllaceae
ordo Piperales
Saururaceae
Piperaceae
Chloranthaceae
Lactoridaceae
ordo Aristolochiales
Aristolochiaceae
Rafflesiaceae
Hydnoraceae
ordo Guttiferales
subordo Dilleniineae
Dilleniaceae
Paeoniaceae
Crossosomataceae
Medusagynaceae
Actinidiaceae
Eucryphiaceae
subordo Ochnineae
Ochnaceae
Dioncophyllaceae
Strasburgeriaceae
Dipterocarpaceae
subordo Theineae
Theaceae
Caryocaraceae
Marcgraviaceae
Quiinaceae
Guttiferae o Clusiaceae
subordo Ancistrocladineae
Ancistrocladaceae
ordo Sarraceniales
Sarraceniaceae
Nepenthaceae
Droseraceae
ordo Papaverales
subordo Papaverineae
Papaveraceae
subordo Capparineae
Capparaceae
Cruciferae o Brassicaceae
Tovariaceae
subordo Resedineae
Resedaceae
subordo Moringineae
Moringaceae
ordo Batales
Bataceae
ordo Rosales
subordo Hamamelidineae
Platanaceae
Hamamelidaceae
Myrothamnaceae
subordo Saxifragineae
Crassulaceae
Cephalotaceae
Saxifragaceae
Brunelliaceae
Cunoniaceae
Davidsoniaceae
Pittosporaceae
Byblidaceae
Roridulaceae
Bruniaceae
subordo Rosineae
Rosaceae
Neuradaceae
Chrysobalanaceae
subordo Leguminosineae
Connaraceae
Leguminosae o Fabaceae
Krameriaceae
ordo Hydrostachyales
Hydrostachyaceae
ordo Podostemales
Podostemaceae
ordo Geraniales
subordo Limnanthineae
Limnanthaceae
subordo Geraniineae
Oxalidaceae
Geraniaceae
Tropaeolaceae
Zygophyllaceae
Linaceae
Erythroxylaceae
subordo Euphorbiineae
Euphorbiaceae
Daphniphyllaceae
ordo Rutales
subordo Rutineae
Rutaceae
Cneoraceae
Simaroubaceae
Picrodendraceae
Burseraceae
Meliaceae
subordo Malpighiineae
Malpighiaceae
Trigoniaceae
Vochysiaceae
subordo Polygalineae
Tremandraceae
Polygalaceae
ordo Sapindales
subordo Coriariineae
Coriariaceae
subordo Anacardiineae
Anacardiaceae
subordo Sapindineae
Aceraceae
Bretschneideraceae
Sapindaceae
Hippocastanaceae
Sabiaceae
Melianthaceae
Aextoxicaceae
subordo Balsamineae
Balsaminaceae
ordo Julianiales
Julianiaceae
ordo Celastrales
subordo Celastrineae
Cyrillaceae
Pentaphylacaceae
Aquifoliaceae
Corynocarpaceae
Pandaceae
Celastraceae
Staphyleaceae
Hippocrateaceae
Stackhousiaceae
Salvadoraceae
subordo Buxineae
Buxaceae
subordo Icacinineae
Icacinaceae
Cardiopteridaceae
ordo Rhamnales
Rhamnaceae
Vitaceae
Leeaceae
ordo Malvales
subordo Elaeocarpineae
Elaeocarpaceae
subordo Sarcolaenineae
Sarcolaenaceae
subordo Malvineae
Tiliaceae
Malvaceae
Bombacaceae
Sterculiaceae
subordo Scytopetalineae
Scytopetalaceae
ordo Thymelaeales
Geissolomataceae
Penaeaceae
Dichapetalaceae
Thymelaeaceae
Elaeagnaceae
ordo Violales
subordo Flacourtiineae
Flacourtiaceae
Peridiscaceae
Violaceae
Stachyuraceae
Scyphostegiaceae
Turneraceae
Malesherbiaceae
Passifloraceae
Achariaceae
subordo Cistineae
Cistaceae
Bixaceae
Sphaerosepalaceae
Cochlospermaceae
subordo Tamaricineae
Tamaricaceae
Frankeniaceae
Elatinaceae
subordo Caricineae
Caricaceae
subordo Loasineae
Loasaceae
subordo Begoniineae
Datiscaceae
Begoniaceae
ordo Cucurbitales
Cucurbitaceae
ordo Myrtiflorae
subordo Myrtineae
Lythraceae
Trapaceae
Crypteroniaceae
Myrtaceae
Dialypetalanthaceae
Sonneratiaceae
Punicaceae
Lecythidaceae
Melastomataceae
Rhizophoraceae
Combretaceae
Onagraceae
Oliniaceae
Haloragaceae
Theligonaceae
subordo Hippuridineae
Hippuridaceae
subordo Cynomoriineae
Cynomoriaceae
ordo Umbelliflorae
Alangiaceae
Nyssaceae
Davidiaceae
Cornaceae
Garryaceae
Araliaceae
Umbelliferae o Apiaceae
2 subclassis Sympetalae
ordo Diapensiales
Diapensiaceae
ordo Ericales
Clethraceae
Pyrolaceae
Ericaceae
Empetraceae
Epacridaceae
ordo Primulales
Theophrastaceae
Myrsinaceae
Primulaceae
ordo Plumbaginales
Plumbaginaceae
ordo Ebenales
subordo Sapotineae
Sapotaceae
Sarcospermataceae
subordo Ebenineae
Ebenaceae
Styracaceae
Lissocarpaceae
Symplocaceae
Hoplestigmataceae
ordo Oleales
Oleaceae
ordo Gentianales
Loganiaceae
Desfontainiaceae
Gentianaceae
Menyanthaceae
Apocynaceae
Asclepiadaceae
Rubiaceae
ordo Tubiflorae
subordo Convolvulineae
Polemoniaceae
Fouquieriaceae
Convolvulaceae
subordo Boraginineae
Hydrophyllaceae
Boraginaceae
Lennoaceae
subordo Verbenineae
Verbenaceae
Callitrichaceae
Labiatae or Lamiaceae
subordo Solanineae
Nolanaceae
Solanaceae
Duckeodendraceae
Buddlejaceae
Scrophulariaceae
Globulariaceae
Bignoniaceae
Henriqueziaceae
Acanthaceae
Pedaliaceae
Martyniaceae
Gesneriaceae
Columelliaceae
Orobanchaceae
Lentibulariaceae
subordo Myoporineae
Myoporaceae
subordo Phrymineae
Phrymaceae
ordo Plantaginales
Plantaginaceae
ordo Dipsacales
Caprifoliaceae
Adoxaceae
Valerianaceae
Dipsacaceae
ordo Campanulales
Campanulaceae
Sphenocleaceae
Pentaphragmataceae
Goodeniaceae
Brunoniaceae
Stylidiaceae
Calyceraceae
Compositae o Asteraceae